# Okres Żyrardów
Okres Żyrardów (polsky Powiat żyrardowski) je okres v polském Mazovském vojvodství. Rozlohu má 532,63 km² a v roce 2022 zde žilo 75 414 obyvatel. Sídlem správy okresu je město Żyrardów.

## Gminy
Městská:
- Żyrardów

Městsko-vesnické:
- Mszczonów
- Wiskitki

Vesnické:
- Puszcza Mariańska
- Radziejowice

## Města
- Mszczonów
- Wiskitki
- Żyrardów

## Demografie
Počet obyvatel (informace z 31. prosince 2022):
|         | Celkem | Celkem | Ženy   | Ženy  | Muži   | Muži  |
|         | Osob   | %      | Osob   | %     | Osob   | %     |
| ------- | ------ | ------ | ------ | ----- | ------ | ----- |
| Celkem  | 75 414 | 100    | 39 206 | 51,99 | 36 208 | 48,01 |
| Město   | 46 364 | 100    | 24 619 | 32,65 | 21 745 | 28,83 |
| Vesnice | 29 050 | 100    | 14 587 | 19,34 | 14 463 | 19,18 |

## Ochrana přírody
Na území okresu se nachází
- Bolimowská chráněná krajinná oblast (jeho východní část)
- Přírodní rezervace Radziejowská doubrava
- Přírodní rezervace Mariańský prales
- Přírodní rezervace Osuchowské dubohabřiny
- Přírodní rezervace Rawka (nevelká část)
- Přírodní rezervace Stawy Gnojna rodiny Bieleckých

## Starostové
- Mieczysław Gabrylewicz (1999–2002)
- Stanisław Niewiadomski (2002–2006)
- Wojciech Szustakiewicz (2006–2018)
- Beata Sznajder (2018–2020)
- Krzysztof Dziwisz (2020–2024)
- Andrzej Wilk (od 2024)[2]